# ويليام شيرلي
ويليام شيرلي (بالإنجليزية: William Shirley) هو عسكري وسياسي أمريكي، ولد في 2 ديسمبر 1694 في برستون في المملكة المتحدة، وتوفي في 24 مارس 1771 في الولايات المتحدة. انتخب Governor of the province of Massachusetts Bay ‏ (7 أغسطس 1753 – 25 سبتمبر 1756) وانتخب Governor-General of the Bahamas ‏ (1760 – 1768) وانتخب Governor of the province of Massachusetts Bay ‏ (14 أغسطس 1741 – 11 سبتمبر 1749).

## روابط خارجية
- ويليام شيرلي على موقع الموسوعة البريطانية (الإنجليزية)
- ويليام شيرلي على موقع إن إن دي بي (الإنجليزية)